# Фосси, Марлон
Ма́рлон Джо́зеф Фо́сси (англ. Marlon Joseph Fossey; 9 сентября 1998, Лос-Анджелес) — американский футболист, правый защитник клуба «Стандард Льеж» и сборной США.

## Биография

### Ранние годы
Фосси родился в Лос-Анджелесе, но в возрасте 4 лет вместе с семьёй переехал на родину матери, остров Джерси. В 11 лет переехал в Англию, чтобы присоединиться к академии лондонского «Фулхэма» после того, как был замечен скаутом клуба во время игры на турнире на Джерси. Имеет американское и британское гражданство.

### Клубная карьера
18 апреля 2018 года Фосси подписал контракт с «Фулхэмом» до лета 2020 года с опцией продления ещё на год.
28 августа 2020 года Фосси был отдан в аренду клубу Лиги один «Шрусбери Таун» на один сезон. Дебютировал за «землероек» 4 сентября в матче Кубка лиги против «Мидлсбро», выйдя на замену Дональду Лаву в конце второго тайма. 29 декабря было объявлено об окончании аренды.
8 июня 2021 года Фосси подписал новый двухлетний контракт с «Фулхэмом».
3 января 2022 года Фосси отправился в аренду в клуб Лиги один «Болтон Уондерерс» до конца сезона 2021/22. Он отклонил предложение от американского «Интер Майами», предпочтя «Болтон». Дебютировал за «Уондерерс» 4 января в матче Трофея лиги против «Хартлпул Юнайтед». 12 февраля в матче против «Оксфорд Юнайтед» забил свой первый гол во взрослой карьере. 12 марта в матче против «Плимут Аргайл» получил разрыв мениска в левом колене, из-за чего пропустил оставшуюся часть сезона.
23 августа 2022 года дебютировал за «Фулхэм» в матче Кубка лиги против «Кроли Таун».
6 сентября 2022 года Фосси перешёл в клуб чемпионата Бельгии «Стандард Льеж», подписав контракт на три сезона. За «Стандард» дебютировал 9 октября в матче против «Шарлеруа», заменив Жиля Деваэле во втором тайме. 23 октября в матче против «Андерлехта» забил свой первый гол за «Стандард». 23 мая 2023 года Фосси продлил контракт со «Стандард Льеж» до 2027 года.

### Международная карьера
В составе сборной США до 20 лет Фосси выиграл молодёжный чемпионат КОНКАКАФ 2017, попав в символическую команду турнира. Значился в заявке сборной на молодёжный чемпионат мира 2017, но из-за травмы паха был заменён на Остона Трасти.
Фосси был включён в предварительную заявку сборной США на Золотой кубок КОНКАКАФ 2019 из 40 игроков, но в окончательный состав из 23 игроков не вошёл.
1 сентября 2024 года был вызван в сборную для участия в тренировочном лагере и двух товарищеских матчах — с Канадой и Новой Зеландией. В матче с канадцами 7 сентября остался незадействованным запасным. В матче с новозеландцами 10 сентября Фосси дебютировал за американскую сборную, выйдя в стартовом составе и отыграв все 90 минут.

## Достижения
Командные
 сборная США до 20 лет
- Чемпион КОНКАКАФ среди молодёжных команд: 2017

Личные
- Член символической сборной чемпионата КОНКАКАФ среди молодёжных команд: 2017

## Статистика выступлений

### Клубная статистика
| Выступление               | Выступление      | Выступление      | Лига | Лига | Кубок | Кубок | Континент | Континент | Прочие | Прочие | Итого | Итого |
| Клуб                      | Лига             | Сезон            | Игры | Голы | Игры  | Голы  | Игры      | Голы      | Игры   | Голы   | Игры  | Голы  |
| ------------------------- | ---------------- | ---------------- | ---- | ---- | ----- | ----- | --------- | --------- | ------ | ------ | ----- | ----- |
| Фулхэм                    | Чемпионшип       | 2021/22          | —    | —    | —     | —     | —         | —         | 0      | 0      | 0     | 0     |
| Фулхэм                    | Премьер-лига     | 2022/23          | —    | —    | —     | —     | —         | —         | 1      | 0      | 1     | 0     |
| Фулхэм                    | Итого            | Итого            | —    | —    | —     | —     | —         | —         | 1      | 0      | 1     | 0     |
| Шрусбери Таун (аренда)    | Лига один        | 2020/21          | 7    | 0    | 0     | 0     | —         | —         | 2      | 0      | 9     | 0     |
| Болтон Уондерерс (аренда) | Лига один        | 2021/22          | 15   | 1    | —     | —     | —         | —         | 1      | 0      | 16    | 1     |
| Стандард Льеж             | Про-лига         | 2022/23          | 26   | 4    | 2     | 0     | —         | —         | —      | —      | 28    | 4     |
| Стандард Льеж             | Про-лига         | 2023/24          | 30   | 1    | 2     | 0     | —         | —         | —      | —      | 32    | 1     |
| Стандард Льеж             | Про-лига         | 2024/25          | 6    | 0    | —     | —     | —         | —         | —      | —      | 6     | 0     |
| Стандард Льеж             | Итого            | Итого            | 62   | 5    | 4     | 0     | —         | —         | —      | —      | 66    | 5     |
| Всего за карьеру          | Всего за карьеру | Всего за карьеру | 84   | 6    | 4     | 0     | —         | —         | 4      | 0      | 92    | 6     |

Источники: Transfermarkt, Soccerway, Football Database EU.

### Международная статистика
| Команда | Год   | Игры | Голы |
| ------- | ----- | ---- | ---- |
| США     |       |      |      |
| 2024    | 1     | 0    |      |
| Всего   | Всего | 1    | 0    |

Источник: National Football Teams.